# Gordon McPherson
Gordon D. McPherson (1947) is een Amerikaanse botanicus.
In 1969 behaalde hij zijn B.Sc. aan de University of Saskatchewan. In 1972 behaalde hij zijn M.Sc. aan de University of Alberta. In 1979 behaalde hij een Ph.D. aan de University of Michigan.
McPherson is als conservator verbonden aan de Missouri Botanical Garden. Hij is gespecialiseerd in leden van de wolfsmelkfamilie (Eurphorbiaceae) van Madagaskar, de flora van Nieuw-Caledonië, de flora van Gabon en de flora van Panama. Hij houdt zich bezig met checklists van de flora het stroomgebied rond de Fortuna Dam in Panama en van het Lopé National Park in Gabon.
McPherson heeft veldwerk verricht in Panama, waarbij hij werd gesponsord door de National Geographic Society. Zijn veldwerk in Gabon werd mede mogelijk gemaakt door de National Science Foundation. Samen met Porter Lowry ontdekte hij in Nieuw-Caledonië een nieuwe plantensoort uit de familie Cunoniaceae die niet in een van de bekende geslachten was te plaatsen. Ze noemden de plant Hooglandia naar Ruurd Dirk Hoogland, een expert van de familie Cunoniaceae. Samen met Johny Rabenantoandro ontdekte McPherson in het zuidoosten van Madagaskar de soort Melanophylla angustior uit de familie Melanophyllaceae.
McPherson heeft publicaties op zijn naam in tijdschriften als Adansonia, Annals of the Missouri Botanical Garden, New Zealand Journal of Botany, Novon en Science. Voor de Flora of China, heeft hij bijgedragen aan de beschrijvingen van Hevea en Euphorbiaceae. Hij is de (mede)auteur van meer dan zestig botanische namen.
McPherson is lid van de American Society of Plant Taxonomists en de Botanical Society of America. Asteropeia mcphersonii is naar hem vernoemd.